# Èpsilon2 de l'Altar
Èpsilon² de l'Altar (ε² Arae) és un sistema estel·lar triple de la constel·lació de l'Altar. Està a uns 85,9 anys llum de la Terra.
El component primari, ε² Arae A, és una groga-blanca del tipus F de les nanes de la seqüència principal de la magnitud aparent +5,4. Té una companya molt a prop ε² Arae C, que està a 0,6 segons d'arc i és de la magnitud aparent +8,6. A 25 segons d'arc de la primària hi trobam una companya de la 13a magnitud: ε² Arae B. La magnitud aparent del conjunt del sistema és +5,27.